# Paul Arnaud de Foïard
Pour les articles homonymes, voir Arnaud.
Paul Arnaud de Foïard, né le 9 septembre 1921 à Meudon (Seine-et-Oise) et mort le 7 août 2005 à Nérac (Lot-et-Garonne), est un général français.

## Biographie
Paul Arnaud de Foïard naît en 1921 et commence ses armes dans la Résistance. Il est capturé et interné du 4 décembre 1942 au 30 juin 1943. Évadé, il débarque en Espagne où il est interné à Figueras. Il est libéré à Setúbal au Portugal et embarque le 21 août pour le Maroc.
Là, il souscrit un engagement pour la durée de la guerre au titre du 501e régiment de chars de combat. Ses services comptant à titre rétroactif pour compter du 4 décembre 1942. Il passe au dépôt d’instruction de Dellys[réf. nécessaire], puis il rejoint l’école des aspirants de Cherchell. Il est affecté au régiment de marche de la Légion étrangère (RMLE) avec le grade d’aspirant le 1er avril 1944[réf. souhaitée]. Avec son unité, il participe au débarquement de Saint-Raphaël en septembre puis à l'offensive de la 1re Armée, offensive au cours de laquelle il est blessé  par une mine. Il est évacué, le 28 novembre 1944 et cité à l’ordre de la brigade avec sa première croix de guerre 1939-1945[réf. souhaitée]. C'est à la tête de sa section, en Allemagne, qu'il recevra la médaille militaire en 1945.
Le 8 février 1945, il retrouve la 11e compagnie du RMLE. À la tête d’une section, il se distingue en particulier le 20 mars 1945, au carrefour sud de la clairière de Buchelberg ; lors de la prise de Mulhausen, le 4 avril, sur le pont de l’Enns, le 7 ; puis à Herrenberg, le 18 ; à Hattingen, le 25 ; à Immendingen le 26[réf. souhaitée] ; il gagne ainsi trois citations à l’ordre de l’armée et la médaille militaire en un trimestre. À la fin de la guerre, il est envoyé à l’école militaire interarmes, dès septembre 1945, pour parfaire et valider ses connaissances d’officier.
Le RMLE est dissous. C’est donc au 3e régiment étranger d'infanterie (3e REI) qu’il retrouve la Légion, le 20 décembre 1945. Un décret de février 1946 le nomme sous-lieutenant pour compter du 1er février 1944. Il est ensuite promu au grade de lieutenant, le 1er février 1946.
Il participe à la guerre d'Indochine ; il débarque à Saïgon et rejoint la 11e compagnie du 3e REI, le 11 juin 1946[réf. souhaitée]. Il est blessé par balles de mitraillette, à My Duc Thay, le 22 janvier 1947. Il gagne alors une nouvelle citation à l’ordre de l’armée et la croix de chevalier de la Légion d’honneur lui est accordée, le 14 juillet 1947. Cette dernière est assortie de la croix de guerre des TOE, pour ses actions personnelles dans le quartier de Cai Lay en Cochinchine ; à Am Thai Dong, dans la province de Mỹ Tho. Le 23 octobre 1947, il est affecté à la compagnie de camions bennes (CCB)[réf. nécessaire].
Lors de la création de la compagnie parachutiste du 3e REI, le 1er avril 1948, il prend le commandement d’une section. Le 16 mai, il gagne une citation à l’ordre de la division lors d’un accrochage avec les soldats du Viêt-minh au village fortifié de Tho Truong. Rapatrié sanitaire[réf. souhaitée], il débarque à Marseille pour être hospitalisé et bénéficie de congés de maladie de longue durée. Il est affecté à la compagnie administrative régionale de Versailles.
Promu au grade de capitaine le 2 janvier 1952, il reprend du service le 14 octobre 1952[réf. souhaitée]. Le commandement de la compagnie d'instruction du 1er régiment étranger d'infanterie (1er REI) lui est confié[réf. souhaitée], à compter du 20. Le 13 mars 1953, il commande les pelotons du 1er REI à Saida. En novembre[réf. souhaitée], il rejoint le Service du moral de la Légion étrangère en tant que rédacteur en chef de Képi blanc à Sidi Bel Abbès jusqu’à sa dissolution en juillet 1955[réf. souhaitée]. Il est alors affecté en qualité de commandant de la 5e compagnie du 2e bataillon du 4e régiment étranger d'infanterie (4e REI) à Fès au Maroc. La « 5 » du 2/4e REI devient 6e compagnie portée du 4e REI, le 16 novembre 1956. Au sein de cette unité, il prend part aux opérations de maintien de l’ordre dans le Rif et notamment à Hibel, à Tembouzid et à Zoua Ouah. Il est cité à l’ordre de la division avec croix de la Valeur militaire le 11 juillet 1956. Il rejoint enfin la métropole en 1957 pour être affecté au dépôt de la [[Légion étrangère|Légion étrangère[réf. souhaitée]]].
Détaché au groupement provisoire des commandos, en qualité d’instructeur en garnison à El Hadjeb du 16 février au 4 juillet 1956, il gagne une citation à l’ordre du corps d’armée lors de l'accrochage de Tanezzara et le à Aïn Chaïr. Une autre citation, également à l’ordre du corps d’armée, récompense son action au djebel Abiod, dans le secteur autonome de Tébessa.  Le 1er août 1957, il est affecté au dépôt de la Légion étrangère à Marseille. Il est promu officier dans l’ordre de la Légion d’honneur le 18 décembre 1958. Il rejoint le groupement des écoles à l’ESMIA de Coëtquidan, le 1er juin 1959. Il est alors promu au grade de chef de bataillon, le 1er octobre 1959[réf. souhaitée].
Il intègre la 74e promotion de l’école supérieure de guerre en août 1960. À l’issue, il est affecté bureau opération emploi du 2e Régiment Étranger de Parachutistes, le 1er juillet 1962. Le 1er octobre 1963, il est affecté au 3e bureau de l’EMAT, où il est promu au grade de lieutenant-colonel, le 1er octobre 1964[réf. souhaitée]. Désigné pour son temps de commandement, il embarque pour Mers el-Kébir et devient chef de corps du 2e REP, le 1er juin 1965 à Bousfer.
Le 15 juin 1967, le REP est rapatrié sur la Corse. Son temps de commandement terminé, il rejoint l’État-Major des Armées, le 1er juillet. Il est alors promu commandeur de la Légion d’honneur, le 14 juillet et au grade de colonel, le 1er octobre. Il est désigné pour servir à la 1re brigade parachutiste et placé en subsistance au 420e bataillon de commandement et des services, le 1er août 1972[réf. souhaitée]. Le 1er décembre, il est nommé dans la 1re section des officiers généraux, avec le grade de général de brigade.
En juin 1974 il est désigné en qualité de directeur, hors cadre, du secrétariat général de la Défense nationale, sous les ordres du Premier ministre et occupe la vice-présidence du conseil permanent du service militaire en 1975. Réintégré, il rejoint la 11e division parachutiste et en prend le commandement en septembre 1975. Il est promu général de division en octobre 1976.
Élevé au rang et appellation de général de corps d’armée en juin 1979, il devient directeur de l’enseignement militaire supérieur de l’armée de terre en octobre[réf. nécessaire]. Le 17 septembre 1981, il est élevé à la dignité de grand officier de la Légion d’honneur. Arrivé en limite d’âge réglementaire de son grade, il est admis en 2e section des officiers généraux, le 10 septembre 1981.
Ses écrits de tactique et de stratégie sont reconnus par ses contemporains,,.

## Décorations principales
- Grand officier de la Légion d'honneur,
  -  Commandeur de la Légion d'honneur en 1967
  -  Officier de la Légion d'honneuren 1959
  -  Chevalier de la Légion d'honneur en 1947
- Médaille militaire
- Grand-croix de l'ordre national du Mérite 1996
- Chevalier de l'ordre des Palmes académiques
- Croix de guerre 1939-1945, palme de bronze (3 palmes et 1 étoile)
- Croix de guerre des Théâtres d'opérations extérieurs
- Croix de la Valeur militaire
- Médaille des évadés
- Croix du combattant volontaire de la guerre de 1939-1945
- Croix du combattant
- Médaille coloniale avec agrafe « EO »,
- Médaille de la jeunesse, des sports et de l'engagement associatif, bronze
- Médaille commémorative française de la guerre 1939-1945
- Médaille commémorative de la campagne d'Indochine
- Médaille commémorative des opérations de sécurité et de maintien de l'ordre avec agrafes « Algérie » et « Maroc ».
- Bronze Star Medal
- Médaille du Headquarters VI corps de l’US Army.
- Officier de l'ordre du Ouissam alaouite
- Titulaire de 9 citations.

## Sources
- Képi blanc et Division histoire et patrimoine de la Légion étrangère